# 魏光禧
魏光禧（1902年—1989年），香港地方教会的长老。

## 生平
魏光禧为福建建甌人，父亲是当地圣公会医院的医生。魏光禧早年就读于福州仓山公园路英国圣公会福州三一學校，是倪柝声多年的同班同学和好友。
1920年，倪柝声成为一位热诚的基督徒，并且带领许多同学信靠耶稣，其中也包括魏光禧在内。这些十七八岁的男学生常常仿效约翰·卫斯理，进行露天布道，并穿上寫有「信耶穌得救」、「人人都是罪人」的福音背心上街，造成轰动。魏光禧热爱运动，曾于1921年11月参加第2次全省学校联合运动会，获男子网球单打、双打（与日后著名教育家陈景磐配合）两项冠军。。
1924年魏光禧转学南京金陵大学农学院。倪柝声去南京养病时，帮助魏光禧脱离新神学的影响。魏光禧则介绍倪柝声到金陵大学传福音。1928年魏光禧大学毕业，担任福州鹤龄英华中学教职八年之久。
1934年，魏光禧参加倪柝声在上海召开的第三次得胜聚会，受感动公开奉献一生。1935年，魏光禧又参加倪柝声在福建泉州召开的特别聚会，经历圣灵的浇灌而复兴。1936年，魏光禧参加倪柝声在福建鼓浪屿召开的同工聚会，离开教职。会后，倪柝聲安排他与江守道、罗松星和兩位女同工，章启莲、黄若青，前往广州建立地方教会。三个月后前往香港，开始地方教会的聚会。1937年，魏光禧去云南昆明帮助那里刚建立的地方教会，1940年回到香港。

### 香港
从1940年到1968年，魏光禧长期在香港带领教会。香港教会的聚会先在民生书院，后搬到深水埗钦州街。1938年，倪柝聲到英国前，还在那里讲了一次道。他們之后再从钦州街搬到石硖尾街聚會，二战期间搬到佐敦道7号。1948年，魏光禧夫妇参加了为期四个月的第一次鼓岭训练。1950年1月－3月，倪柝聲在香港带领「復興聚會」，期间，安排香港教会的5位长老：陈则信（1949年自泰国调来）、魏光禧、曲子元、許駿卿、鄭謙原，此后香港教会人数猛增到数千人，於是在天文台道5號新建容納兩千多人的大会所。

#### 香港教會風波與分裂
1955年以后，香港教会内部开始出现不和谐，陈则信认为倪柝聲安排李常受负责海外工作已成为历史，魏光禧坚持李常受的「工头」地位。1968年魏光禧移居美国加州。1968年台北大会以后，陈则信正式向信徒宣讲李常受所讲的道有误，所传讲的是亚流派异端。1970年，李常受与张晤晨从台北到香港宣道，期时由于一批不赞同李、张二人讲论的信徒一度被拒门外，及后进入会场，双方一度发生执拗，有人乘此制做混乱，直到有人报警，警察到达后才被劝止。

此后，香港教会因对李常受的态度不同而分裂为两部分，并为争论使用天文台道会所而闹上法院，在等候判决期间双方共同使用该处会场，分開時段各自聚會。其后在法官劝喻下双方接受庭外和解，陈则信等人同意退出，並讓認同李常受的信徒繼續使用天文台道会所，外出另行聚会。

### 赴美
魏光禧赴美后，安排热心追求的年轻信徒封志理协助讲台话语。1977年起封志理擔任香港教會長老，逐渐成为香港地方教会主要负责人之一。1989年魏光禧在美国新泽西州去世，享年87岁。1991年封志理率众公开反对李常受，得大部分信徒（約1,500人）支持，少数認同李常受的信徒（約70人）只好離開天文台道會所另外租屋聚会。